# Brother Bear
Brother Bear (prt: Kenai e Koda; bra: Irmão Urso) é um filme de animação americano, produzido pelos estúdios Walt Disney, sendo a 44º longa-metragem de animação do estúdio. Com duração de 85 minutos, foi realizado nos Estados Unidos, sendo lançado em 2003. Seus diretores são Aaron Blaise e Robert Walker. O roteiro foi escrito por Tab Murphy, Steve Bencich, Lorne Cameron, Ron J. Friedman e David Hoselton, com base no argumento de Broose Johnson. O filme foi produzido por Chuck Williams e montado por Tim Mertens.

## Sinopse
Na América do Norte do final da Era Glacial, os nativos americanos Sitka, Denahi e Kenai são três irmãos muito unidos. Quando Kenai ganha seu totem (o urso do amor) não entende, pois ele acha que os ursos são monstros e não amam. Quando eles vão tentar recuperar uma cesta que um urso roubou, Sitka luta com o urso, mas acaba por ser morto quando a geleira em que eles estão se rompe. Com isso Kenai mata o urso para vingar a morte de seu irmão. Mas os espíritos ancestrais e também seu irmão Sitka o transformam em um urso. Kenai fica desesperado para voltar á sua forma humana, então procura a xamã da sua aldeia para lhe ajudar, ela diz que o único jeito é ele ir até a montanha onde as luzes tocam o chão (aurora boreal) e encontrar seu irmão Sitka.
Durante sua viagem ele encontra Koda, um ursinho orfão que fala demais e adora salmão. Eles resolvem ir até a Corrida do Salmão, um lugar cheio de cachoeiras, ursos e muito salmão! E a montanha onde as luzes tocam o chão fica perto de lá.
Lá a ligação entre Kenai e Koda se fortalece, e também é lá que Kenai descobre o urso que ele matou era a mãe de Koda. Então conta para Koda a sua historia, o que o deixa arrasado e foge. Enquanto isso, seu irmão Denahi, achando que Kenai foi morto pelo urso (já que ele desapareceu) tenta ir atrás do urso para se vingar. Então, quando chegam muito perto da montanha onde as luzes tocam o chão, Denahi os encontra e quase mata Kenai (em forma de urso) achando que era ele quem matou seu irmão. Mas Sitka aparece e transforma Kenai em humano outra vez. Mas Koda fica sozinho, então ele decide transformar-se em urso de novo, para cuidar de Koda.

## Elenco
- Joaquin Phoenix como Kenai
- Jeremy Suarez como Koda
- Dave Thomas como Tuke
- Rick Moranis como Rutt
- Jason Raize como Denahi/Dinai
- D.B. Sweeney como Sitka
- Joan Copeland como Tanana
- Estelle Harris como Ursa Anciã
- Greg Proops e Pauley Perrette como Ursos Apaixonados
- Michael Clarke Duncan como Tug
- Paul Christie e Danny Mastrogiorgio como Carneiro
- Angayuqaq Oscar Kawagley como Narrador

## Trilha sonora
A trilha sonora do filme é composta por Mark Mancina e Phil Collins, e interpretada por este último e outros artistas.
1. "Look Through My Eyes" (Phil Collins, 4:01)
2. "Great Spirits" (Tina Turner, 3:24)
3. "Welcome" (Phil Collins, 3:38)
4. "Transformation" (Bulgarian Women's Choir, 2:29)
5. "On My Way" (Phil Collins, 3:40)
6. "Welcome" (The Blind Boys of Alabama, 3:14)
7. "No Way Out (Theme From Brother Bear)" (Phil Collins, 4:18)
8. "Transformation (Phil Version)" (Phil Collins, 2:25)
9. "Three Brothers (Score)" (Phil Collins, 6:45)
10. "Awakes As A Bear (Score)" (Phil Collins, 6:49)
11. "Wilderness Of Danger And Beauty (Score)" (Phil Collins, 5:30)

## Sequência
Em 2006, a Disney produziu uma sequência nomeada Brother Bear 2 (pt: Kenai e Koda 2, br: Irmão Urso 2), lançada diretamente em home vídeo (DVD).

## Formato IMAX
O filme foi apresentado nos cinemas em dois formatos ecrã panorâmico diferentes durante a sua exibição: 1.78:1 e 2.35:1. 
Em alguns países europeus, como a França, ambos os formatos foram mantidos na edição em DVD, alternando entre 1.78:1 para os primeiros 24 minutos do filme e 2.35:1 para os restantes. Já outros países, como a Alemanha, optaram pelo formato 1.66:1.

### DVD
Para a edição em DVD do primeiro filme em Portugal, em 2004, o formato de cinema original foi substituído pelo formato 1.66:1 utilizado na maioria dos filmes da Disney para "encher" as televisões 16:9, eliminando assim as barras pretas em cima e em baixo do formato 2.35:1, bem como as barras à esquerda e à direita do formato 1.78:1 durante os primeiros 24 minutos do filme, não havendo portanto alteração dos formatos durante o filme. O DVD possui certificação THX, com vídeo e áudio masterizados digitalmente, e oferece som em português em Dolby Digital 5.1. 

### Blu-ray
Já na versão Blu-Ray, o formato original foi respeitado para preservar a experiência cinematográfica IMAX, alternando entre os formatos 2.35:1 e 1.78:1 ao longo do filme.

## Principais prêmios e indicações
Oscar 2004 (EUA)
- Recebeu uma indicação na categoria de Melhor Filme de Animação.